# Culture de Tambora
La culture de Tambora désigne une culture disparue du nord de l'île de Sumbawa, en Indonésie, dont le mode de vie et la langue étaient différents de ceux des autres populations de Sumbawa. Elle correspond politiquement au petit royaume de Tambora détruit par la cataclysmique éruption du Tambora en 1815.

## Histoire
La culture de Tambora est complètement anéantie par l'éruption de 1815. Son existence et sa spécificité sont découvertes seulement en 2004 lors de fouilles archéologiques menées par une équipe mixte dirigée par Haraldur Sigurðsson et composée de scientifiques de l'université de Rhode Island, de l'université de Caroline du Nord à Wilmington et de la Direction indonésienne de la volcanologie. L'équipe met au jour des traces d'habitation à environ 25 km à l'ouest de la caldeira et à 5 km du rivage, en plein milieu de la jungle. Pour cela il faut creuser dans des dépôts de ponce et de cendre volcanique de trois mètres d'épaisseur, accumulés lors de l'éruption de 1815.
Les ruines d'une maison contenant les ossements de deux adultes, des bols en bronze, des pots en céramique, des outils en fer et d'autres artefacts sont localisées à l'aide d'un géoradar avant d'être excavés. Des tests en laboratoire révèlent que les objets ont été carbonisés par la chaleur intense, ce qui confirme la destruction du site par l'éruption. Sigurðsson qualifie cette découverte de « Pompéi de l'Orient », les médias parlent du « royaume perdu de Tambora ».
L'origine de la culture de Tambora reste énigmatique. De nombreux villages de la région se sont convertis à l'islam au XVIIe siècle, mais les structures découvertes jusqu'à présent ne montrent pas d'influence islamique. Sur la base des artefacts trouvés, tels que des objets en bronze et de la porcelaine finement décorée probablement d'origine viêt ou khmère, les chercheurs concluent que les habitants sont des commerçants aisés. Avant l'éruption, les habitants de Sumbawa sont connus en Asie du Sud-Est pour leurs chevaux, leur miel, leur bois rouge (pour la teinture) et leur bois de santal (pour l'encens et la médecine). La région est alors très productive sur le plan agricole. D'autres investigations au géoradar mettent en évidence, sous l'épaisse couche de dépôts volcaniques, un paysage agricole largement modelé par les populations humaines et dominé par des cultures en terrasses.

## Langue
La langue parlée par le peuple de Tambora a également disparu avec l'éruption. Les linguistes ayant examiné les données lexicales disponibles, répertoriées dans certains écrits ayant survécu à la catastrophe, établissent que le tambora n'est pas une langue austronésienne, comme on aurait pu s'y attendre dans cette région, mais soit un isolat linguistique, soit plus probablement une langue papoue dont la famille linguistique d'origine se situe 500 kilomètres plus à l'est. Ceci conforte la thèse d'une population de Tambora différente du reste de l'île de Sumbawa et constituée de marchands et navigateurs.